# Tamilmovies
Tamilmovies er betegnelsen for film udviklet og produceret i Kollywood (Sydindien) – sammenlign med Bollywood.
Der bliver produceret over 100 film per år i Indien, og mange af dem kommer fra Kollywood.

## Ekstern henvisning
- Tamilmovies.dk Arkiveret 8. august 2018 hos  Wayback Machine